# ОШ „Краљ Александар I” Нови Београд
Основна школа „Краљ Александар I” једна је од најстаријих основних школа у Београду. Налази се на граници насеља Нови Београд и Земун. Школа носи назив по регенту и краљу Краљевине Србије (као и Краљевине СХС) и Краљевине Југославије респективно, Александру I Карађорђевићу.

## Историјат
Под именом „Теразијска основна школа”, основана је 1844. године и налазила се у Дечанској улици. На месту старе школе саграђена је 1930. нова зграда, а школа добија назив Државна школа „Краљ Александар I” (зграда је наводно грађена ту да би се спречило повезивање Васине и Косовске улице). Ово име школа ће носити до 1935. године. Одлуком тадашњег Министарства просвете, датума 8. фебруара 1935. школа постаје „Огледна народна школа”. Била је то прва огледна школа у Србији.
Током Другог светског рата, од 1941. до 1944. године, радила је с прекидима и у отежаним условима. После ослобођења земље школа добија име Основна школа број IV, а од 1954. године постаје Основна школа „Жарко Зрењанин”.
Савет за просвету и културу општине Стари Град доноси 1968. године одлуку о пресељењу школе у Нови Београд. Свој рад на Новом Београду школа је започела уписом ученика из новог насеља и преузимањем ученика из оближњих школа. Тада она губи статус огледне школе. Нова школска зграда налази се у Улици Алексиначких рудара број 22.
Септембра 2004, школи је враћен назив Основна школа „Краљ Александар I”. У својој дугој историји, школа је променила две општине, три зграде и пет назива.

## О школи
Школа се сматра за једну од најбољих основних школа у граду према резултатима завршних испита сваке године. Од страних језика, уче се енглески и немачки.